# اندیس آنومالی شیخ چوپان
آنومالی شیخ چوپان یک اندیس چندفلزی است که در حوالی شهر آلوت استان کردستان قرار دارد و مادهٔ معدنی موجود در آن، طلا است.سنگ میزبان این اندیس گنیس، فیلیت و ولکانیکهای اسیدی است و دیرینگی آن به دوران پرکامبرین می‌رسد. در این اندیس، پاراژنز‌های نقره، ارسنیک و طلا یافت می‌شوند.